# Petalium whitei
Petalium whitei är en skalbaggsart som beskrevs av Ford 1973. Petalium whitei ingår i släktet Petalium och familjen trägnagare. Inga underarter finns listade i Catalogue of Life.